# Luiseño

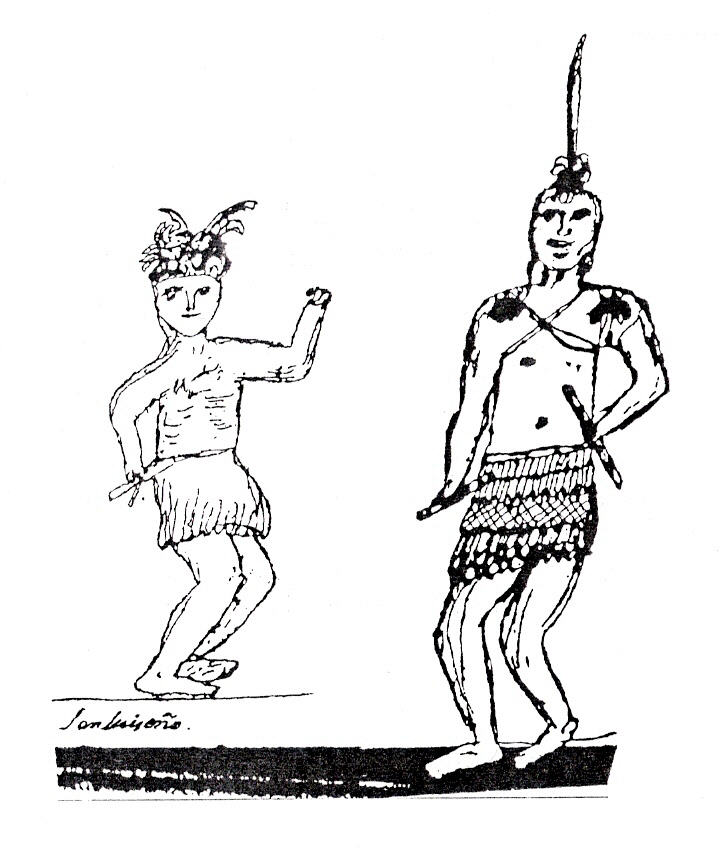
disegno dell'inizio del 1800 raffigurante uomini con il costume tradizionale

I Luiseño o Payómkawichum sono una tribù di Nativi americani stanziata, all'epoca della colonizzazione spagnola, nella California in un territorio a cavallo fra la parte meridionale della Contea di Los Angeles e quella settentrionale della Contea di San Diego. La lingua parlata era la lingua luiseño.